# 1215.
◄ | 12. stoljeće | 13. stoljeće | 14. stoljeće | ►
◄ | 1180-ih | 1190-ih | 1200-ih | 1210-ih | 1220-ih | 1230-ih | 1240-ih | ►
◄◄ | ◄ | 1212. | 1213. | 1214. | 1215. | 1216. | 1217. | 1218. | ► | ►►
Arhitektura • Astronomija • Glazba • Knjige • Književnost • Kršćanstvo • Medicina • Pravo • Promet • Znanost

## Događaji
- 15. lipnja – Ivan bez Zemlje, engleski kralj, potpisao Veliku povelju slobode (Magna charta libertatum)
- IV. lateranski sabor

## Vanjske poveznice
|  | Zajednički poslužitelj ima još gradiva o temi 1215. |